# Hermann Guthe
Hermann Guthe (Westerlinde, 10 maggio 1849 – Lipsia, 11 agosto 1936) è stato un ebraista, linguista e teologo tedesco.

## Biografia
Studiò a Gottinga ed Erlangen, ed in seguito lavorò per diversi anni come insegnante privato. Nel 1884 divenne professore di esegesi, in particolare dell'Antico Testamento, presso l'Università di Lipsia.
Dal 1877-1896 curò i giornali Zeitschrift, e nel 1897-1906 il Mitteilungen e il Nachrichten, presso la società tedesca Palästina-Verein, (nome completo: Deutschen Vereins zur Erforschung Palästinas), in italiano: Associazione tedesca per lo studio della Palestina.
Nel 1881 e il 1894 fece un viaggio in Palestina. In un primo luogo partecipò a uno scavo sulla collina, a sud est di Gerusalemme, e nel 1894 e 1912 fece una ricerca approfondita per l'associazione.

## Opere principali
Scrisse alcune biografie dei profeti minori nella traduzione di Emil Kautzsch sull'Antico Testamento e una versione metrica di Amos (1907) con Eduard Sievers.
Le sue opere in ambito filologico e religioso sono:
- Ausgrabungen bei Jerusalem (1883)
- Palæstina in Bild und Wort (1883–84), con Georg Ebers
- Das Zukunftsbild Jesaias (1885).
- Palæstina (1908).
- Bibel-Atlas (1911).
- Geschichte des Volkes Israel (terza edizione, 1912).

Era anche un collaboratore nel 1903 dell'Encyclopaedia Biblica.